# Música disco
A música disco (também conhecida em inglês disco music ou, em francês, discothèque) é um gênero de música de dança cuja popularidade atingiu o pico em meados da década de 1970. Teve suas raízes nos clubes de dança voltados para negros, latino-americanos e apreciadores de música psicodélica, além de outras comunidades na cidade de Nova York e Filadélfia durante os anos 1970. Mulheres abraçaram bem o estilo, sendo consideradas “divas”, vários grupos também foram populares na época. O estilo é conhecido por ser o primeiro abraçado por casas de dança, denominados "discotecas" e posteriormente apenas clubes.
As principais influências musicais incluem o funk, a música latina, psicodélica e a soul music. Arranjos de música clássica como acompanhamento são frequentes no estilo, criando um som cheio de colcheias e fusas mas ao mesmo tempo muito repetitivo. A introdução de arranjos orquestrais é uma herança do som da Motown. As linhas de baixo elétrico vindo do funk, e os cantores geralmente preferiam cantar em falsete. Na maioria das faixas de disco, cordas, metais, pianos elétricos e guitarras criam um som de fundo luxuriante. Ao contrário do rock, a guitarra é raramente usada em solos.
Nos anos 1970 os mais famosos artistas de disco eram Donna Summer, Bee Gees, KC and the Sunshine Band, ABBA, Chic, os irmãos The Jacksons. Summer se tornaria a primeira artista de disco popular, recebendo o título de "Rainha da Disco", e também desempenhou um papel pioneiro no som da eletrônica, que mais tarde tornou-se uma parte da disco. Embora os artistas tenham acumulado a maior parte da atenção pública, os produtores por trás das cenas tiveram um papel importante na música disco, já que muitas vezes escreviam canções e criavam sons inovadores. O filme Saturday Night Fever contribuiu para o aumento da popularidade da disco music.
Durante o início da década de 1980, a disco music começou a sofrer preconceito nos Estados Unidos que criticavam as danças e aqueles que era tidos como amantes do estilo: mulheres e minorias, como negros e homossexuais. A música disco da década foi apelidada de Pós-disco, e o rock voltou a dominar as paradas estado-unidenses. Apesar da queda da popularidade nos Estados Unidos, a disco music continuou a fazer sucesso no mundo todo durante toda a década de 1980 até evoluir para os derivados de música dance/eletrônica populares nas décadas seguintes.

## Origens
Como todos os gêneros musicais similares, definir um único ponto de início é difícil, uma vez que muitos elementos daquilo que hoje se chama "disco music" aparecem em gravações bem anteriores ao seu "boom" (como exemplo, a gravação de 1971 do tema do filme Shaft, feita por Isaac Hayes). Em geral se pode dizer que as primeiras canções disco surgiram em 1973, no entanto muitos consideram a canção  "Soul Makossa", do africano Manu Dibango (lançada em 1972) como o primeiro sucesso da "disco music" (cf. Jones and Kantonen, 1999). No começo, a maioria das canções era consumida por pequenas audiências, em clubes noturnos e de dança, e não por um público mais amplo, (ouvintes de rádio, televisão,etc.).
Entre as tendências sociais que contribuíram para o crescimento da disco music estão o aumento de consumo de gravações musicais entre negros e hispânicos acima do consumo do público branco, além do aumento da independência financeira das mulheres, da libertação gay e a revolução sexual (conforme Jones and Kantonen, 1999).
Entre as influências musicais que a disco recebeu estão o funk, o soul, a salsa e os ritmos musicais latinos ou hispânicos que originaram a salsa.
A Philadelphia International Records (com a marca dos produtores Kenneth "Kenny" Gamble e Leon Huff) criou aquilo que chamou de "a música soul da Filadélfia" que inclui as seguintes gravações:
- Three Degrees - "When Will I See You Again" (1974)
- Intruders - "I'll Always Love My Mama" (1973)
- The O'Jays - "I Love Music" (1975), "Love Train" (1972)
- MFSB - "TSOP (The Sound of Philadelphia)" (1973)

Entre as primeiras gravações da "era disco" feitas pela TK Records (segundo Jones e Kantonen, 1999) estão:
- Betty Wright - "Clean Up Woman" (1972)
- Harry Wayne "K.C." Casey - "Get Down Tonight" (1975)
- KC and the Sunshine Band - "That's the Way (I Like It)" (1975)

Entre os primeiros sucessos considerados "disco music", contam-se:
- Harold Melvin & The Blue Notes - "The Love I Lost" (1973)
- George McCrae - "Rock Your Baby" (1974)
- Hues Corporation - "Rock the Boat" (1974)
- LaBelle - "Lady Marmalade" (com o verso: "Voulez-vous coucher avec moi ce soir?") (1975)

É possível apontar também Barry White e seu Love's Theme (de 1973), o grupo espanhol Barrabas, com sua gravação "Woman" (1972), e mesmo "Philadelphia Freedom" e "Island Girl" de Elton John, como tendo elementos do que se tornou conhecido como disco' music, principalmente nos arranjos instrumentais.

## Sucessos
Alguns singles que foram sucessos mas não conseguiram muito destaque começaram com Shirley Co. (Shame Shame, Shame), George McCrae (Rock you Baby)em 1974.

## A "Era Disco"

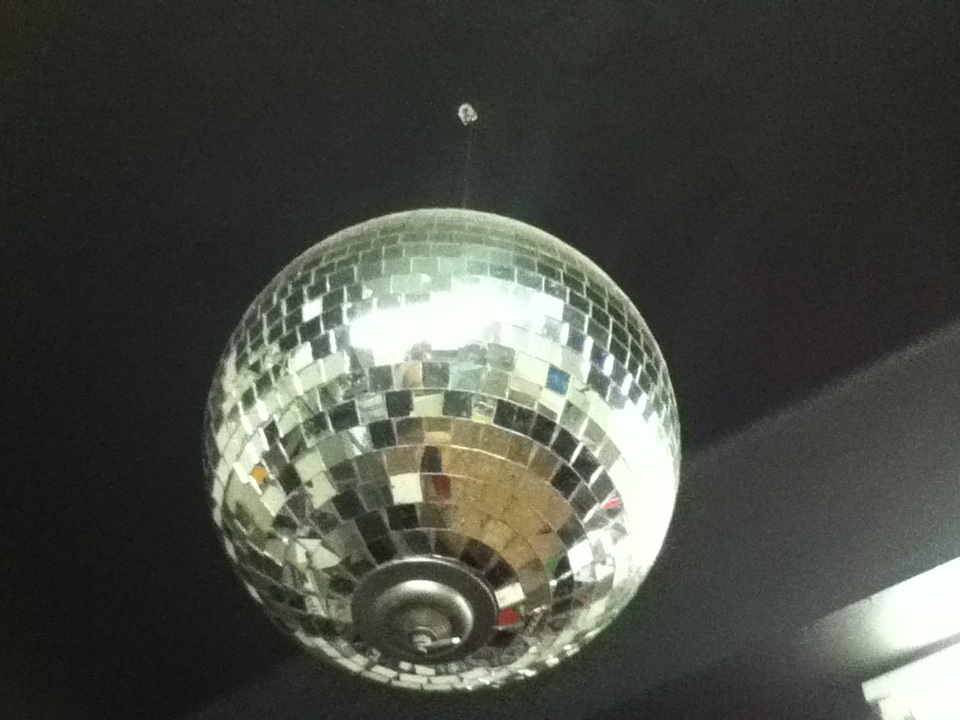
A bola de espelhos foi popularizada na Era Disco.

O termo discothèque tem origem na Segunda Guerra Mundial, era o nome dado aos salões franceses que não tocavam música ao vivo, o termo Disc Jockey ou DJ, usado para descrever radialistas, passou a ser usado para profissionais que executavam canções nesses salões. No ano de 1975 é que a disco music realmente decolou, com sucessos como "The Hustle" (de Van McCoy) e o primeiro sucesso de Donna Summer, "Love to Love You Baby" (gravado na Alemanha) atingindo os primeiros lugares.
Em 1975, ocorreu o primeiro grande sucesso da disco, com KC & the Sunshine Band ("Shake your Booty" e "That´s the Way - I Like It"). Neste mesmo ano, teve o lançamento do primeiro "disco mix" (música remixada por um disc-jóquei), com a música de Gloria Gaynor "Never Can Say Goodbye", um cover do sucesso dos Jackson 5.
O ritmo da "disco' music" também está presente em canções como o tema musical da série de TV SWAT ("Theme from "S.W.A.T.""), de 1976 (gravado pelo grupo de estúdio Rhythm Heritage) ou a música "Gonna Fly Now", música-tema do filme "Rocky, o Lutador" composta por Bill Conti. Da Europa, surgiram grupos como Silver Convention e Boney M (na Alemanha), Santa Esmeralda (na França) e La Bionda (na Itália).

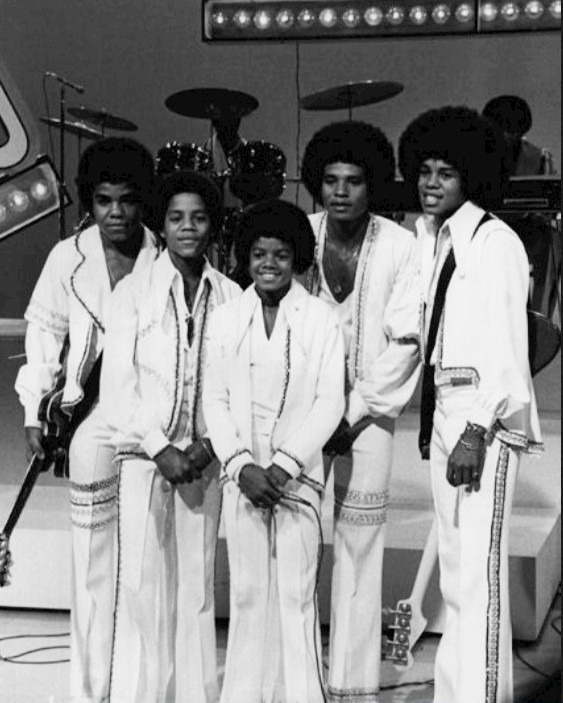
The Jackson 5, em 1972.

O grupo sueco ABBA, que inicialmente fazia um gênero romântico, também embarcou no "fenômeno disco'", com "Dancing Queen", "Money, Money, Money", "!Gimme! Gimme! Gimme!", "Super Trouper", "Voulez-vous" e outras.
A popularidade do estilo atingiu o auge na chamada Era Disco, entre 1977 e 1979, em parte devido ao filme de 1977 Saturday Night Fever (traduzido no Brasil como "Os Embalos de Sábado à Noite" e em Portugal e nos restantes países lusófonos como "Febre de Sábado à Noite"), que conta com o ator John Travolta. Este filme também foi responsável pela classificação do grupo Bee Gees como artista disco, a qual foi baseada nos sucessos disco do grupo que estiveram na trilha sonora do filme, como "Stayin' Alive", "You Should Be Dancing", "More than a Woman", "How Deep Is Your Love?" e "Night Fever", além de "Tragedy", que é posterior ao filme. Isto apesar de os Bee Gees já terem seguido outros estilos, como o rock, o country rock, a balada e posteriormente a pop e pop rock. O maior sucesso comercial dos Bee Gees foram as canções baseadas nesse estilo musical, sobretudo a partir de 1976 com a música "You Should Be Dancing" que, posteriormente, fez parte da trilha sonora do filme Saturday Night Fever.

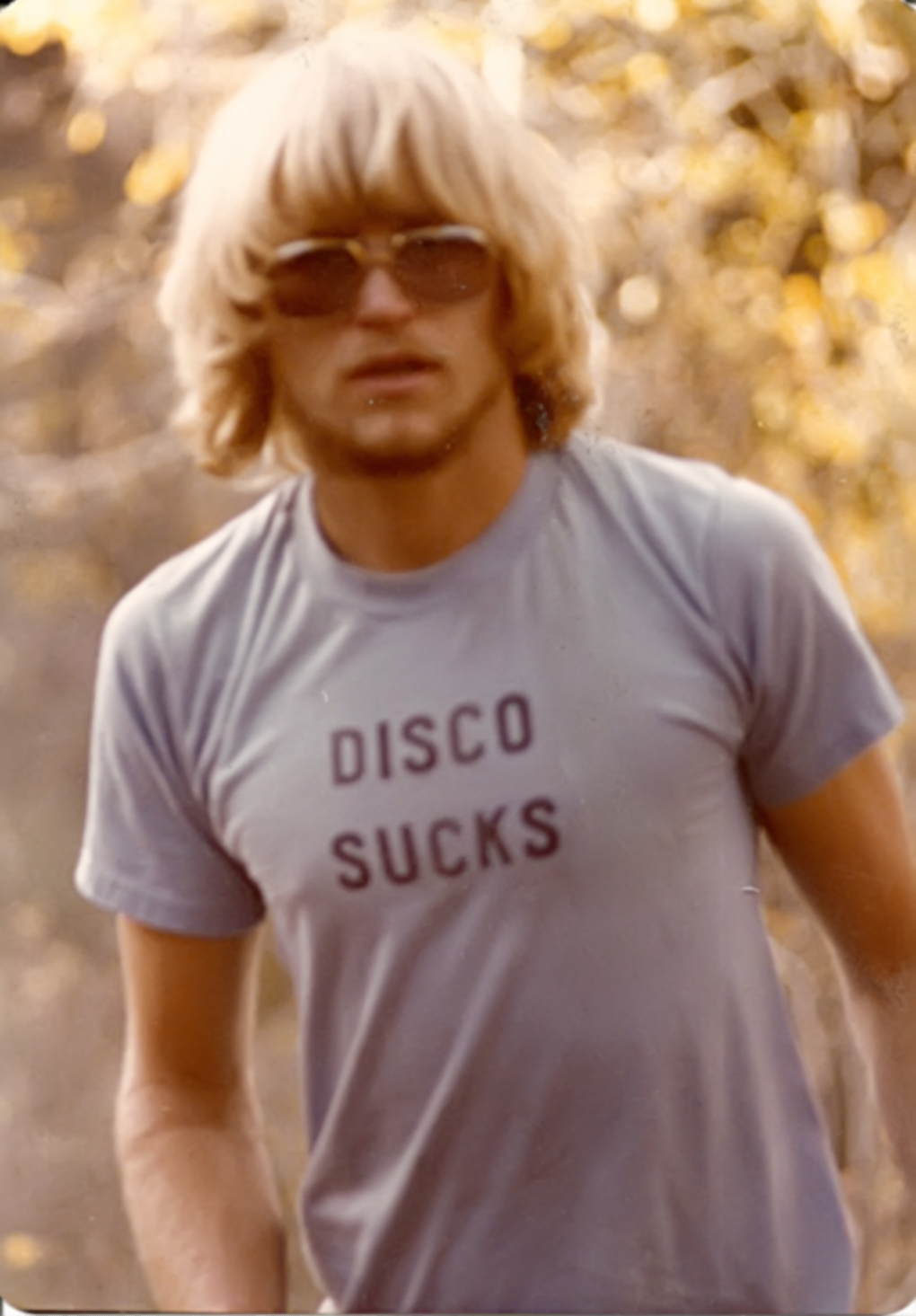
Camiseta AntiDisco.

A subcultura punk, tanto dos Estados Unidos quanto do Reino Unido criticava a Disco Music, fazendo protestos muitas vezes violentos.
No ano de 1979, aconteceu o lançamento de Take Me Home, álbum da cantora Cher, que se tornaria um dos ícones da disco music. O primeiro CD, "Take Me Home", marcou a volta de Cher ao Top 10 no Hot 100 da revista Billboard, e era voltado para a febre da época: as discotecas. Reinventando-se ela própria como ícone da disco music, Cher lançou clássicos desse estilo como "Bad Love" e "Hell On Wheels".
James Brown se auto-intitulou The Original Disco Man e até gravou um álbum com esse título em 1979, já George Clinton do Funkadelic se manifestou contra o estilo, a canção "(Not Just) Knee Deep" era um manifesto antidisco, segundo o compositor, foi criada para "resgatar a dance music dos sem graça".
O fenômeno disco' também aumentou a popularidade de algumas formas de dançar pré-coreografadas. Durante a febre disco, era comum ver cantores simulando um robô no palco. A popularização do estilo chamado Robot, veio depois que o jovem Michael Jackson do grupo Jackson 5 simulou um robô dançando durante a performance de Dancing Machine no Soul Train de 1973, posteriormente o cantor contou em seu livro Moon Walk que no dia seguinte todos estavam tentando imitá-lo.
A moda caracterizava-se pelo sapatos plataformas (quanto maior melhor) tanto para homens como mulheres e calças tipo boca-de-sino e golas gigantescas das camisas de popeline estampadas (novidade na época) para homens e as calças pantalonas para as mulheres, além de diversos adornos como anéis, pulseiras, relógios e correntes. E o cabelo, quanto mais rebelde melhor, sendo o Black Power o estilo mais popular.
Basicamente, quase todas as bandas de rock tiveram um flerte com a música disco:
1. Rolling Stones - principalmente com os hits "Miss You" e "Shattered", presentes no álbum Some Girls, de 1979.
2. Queen - com o sucesso "Another One Bites the Dust" (inspirada na linha de baixo da canção "Good Times" do grupo Chic).[17]
3. Blondie - com o sucesso "Heart of Glass".
4. Rod Stewart - com o sucesso "Da Ya Think I'm Sexy?".
5. Kiss - com os sucessos "I Was Made for Lovin' You" e "Sure Know Something".
6. Pink Floyd - com o sucesso "Another Brick In The Wall (parte 2)"
7. Wings - com a canção "Goodnight Tonight", de 1979.

## No Brasil
Até no Brasil o estilo deixou sua marca, com o sucesso do grupo As Frenéticas.
Um dos destaques da música disco no Brasil é a cantora Gretchen, que ficou conhecida após se apresentar cantando Dance a Little Bit Closer da cantora Charo no programa de calouros do Silvio Santos. Enquanto se apresentava, para pagar uma aposta com as colegas do cursinho pré vestibular, a jovem era assistida pelo produtor musical argentino Mister Sam, que também produziu Sarah Regina, outra cantora influenciada pelo gênero.
Também conhecida como um dos grandes nomes da música disco brasileira, a cantora Lady Zu emplacou na década de 1970 o sucesso A Noite vai Chegar.
Rita Lee, que chegou a ter canções gravadas pelas Frenéticas, também gravou canções no estilo.

No mesmo ano, Tim Maia acompanhado pela Banda Black Rio lançou o álbum Tim Maia Disco Club e coprodução de Lincoln Olivetti, fortemente inspirado no gênero. Também em 1978, Dudu França grava "Grilo na Cuca", que acaba fazendo parte da trilha sonora da telenovela Marrom Glacê.
| “           | Foram os mulatos que descobriram o lance das discotecas, e estão dominando o grande mercado de discos de toda a América, depois de fazerem uma mesclagem. Importaram sons africanos, latinos, a cuíca, o agogô, o berimbau — e o brasileiro babaca nem se tocou. “som mesclado de origem africana, cubana, brasileira, pois Rio de Janeiro é Angola e Angola é Rio de Janeiro” | ” |
| — Tim Maia, | |   |

Gilberto Gil, grava em 1979, a canção disco Realce do álbum homônimo, alguns diziam ser uma ode a cocaína, ideia negada pelo cantor, no ano seguinte, a canção foi executada por Gil em um show da banda Earth, Wind & Fire.
A Rádio Cidade do Rio de Janeiro (102,9 FM), possuía um programa chamado "Cidade Disco Club" comandado por Ivan Romero,  anos mais tarde, a rádio ficaria conhecida como a "rádio rock" carioca.

## Descendentes, influência e renascimento
O período após a queda da disco  é chamada de pós-disco. Neste cenário musical estão enraizados sub-gêneros como techno, house music, dance-pop, boogie, e o início do dance alternativo. Durante o início de 1980, a dance music ganhou uma estrutura melódica complicada e orquestrações típicas da disco.
Grupos como George Benson, Patrice Rushen, os Brothers Johnson, The Commodores, The S.O.S. Band e outros artistas lançaram sucessos claramente influenciados pela 'disco' (porém, sem o rótulo "disco music", que já parecia ter "cansado" o público. Eram rotulados apenas de dance music ou de funk).
Na Europa, com o fim da disco music, surgiu uma derivação que ficou conhecida como Eurodisco, na qual fundia os fundamentos da disco music (batida compassada e ritmada) com os recentes sintetizadores, teclados e caixa de ritmos (Modern Talking, C.C. Catch, Bad Boys Blue, Joy, Julian) entre outros.
Surgiu também um novo estilo denominado Hi-NRG durante os últimos anos da Era Disco. Era uma continuação da música disco, com um forte uso de sintetizadores e um tempo maior. I Feel Love e You Make Me Feel (Mighty Real) são consideradas as primeiras canções em estilo Hi-NRG.
Após a década de 1980, a disco music metamorfoseou-se e deixou influências nos gêneros que a sucederam, incluindo a chamada acid house, deep disco, garage, acid jazz e outras variações. E basta escutar as canções "I'm gonna get you" de Bizarre Inc. (1993), "Murder on the Dance Floor" de Sophie Ellis-Bextor, "One More Time" de Daft Punk (2001), "Can't Get You Out of My Head" de Kylie Minogue, o grupo A-Teens (1999-2005) ou a maioria das canções do Jamiroquai para perceber o som disco, ainda que com outro nome, claramente presente.
Em 2014, a Rede Globo levou ao ar Boogie Oogie, uma telenovela sobre a Era disco, passada entre 1978 e 1979, desde o apogeu dos embalos até a decadência das discotecas. O sucesso da produção foi responsável por um revival da época por todo o país, que presenciou desde o surgimento de festas e eventos temáticos até o ressurgimento, nos palcos e nas paradas de hits, de divas disco, como Lady Zu e As Frenéticas.[carece de fontes?]